# Dozhd

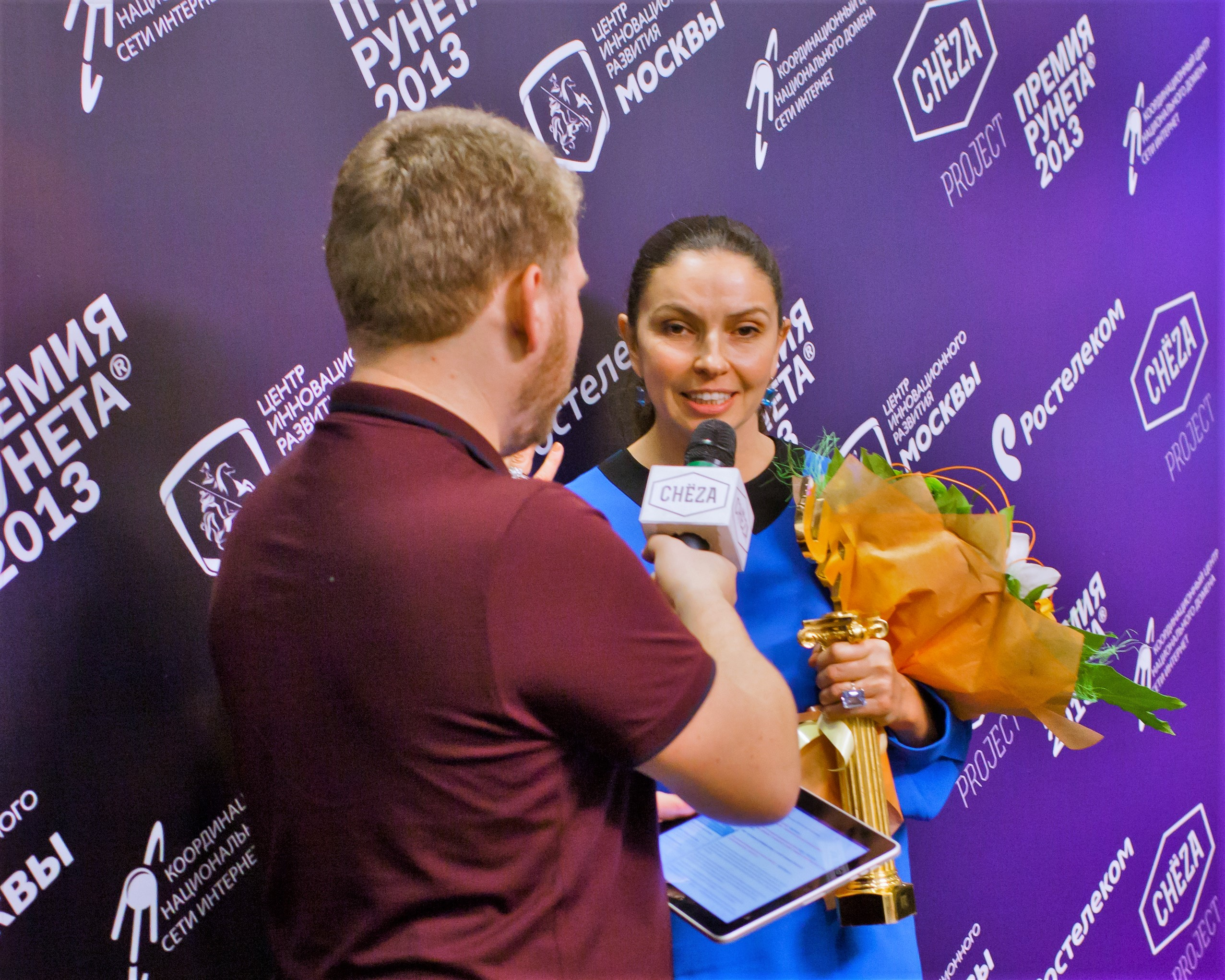
Natalya Sindeyeva, a fundadora e dona da Dozhd

Dozhd (russo:  Дождь; IPA: [ˈdoʂtʲ] (escutarⓘ)), também conhecido como TV Chuva, é um canal de televisão independente russo. É de propriedade da jornalista Natalya Sindeyeva. Dozhd se concentra em notícias, discussões, cultura, política, relatórios de negócios e documentários. O lema do canal é "conversar sobre coisas importantes com aqueles que são importantes para nós". A maioria dos shows da Dozhd são transmissões ao vivo.

## Programas e apresentadores

### Apresentadores
- Aqui e Agora (notícia) - Evgeniya Voskoboynikova, Darya Polygaeva, Kogershyn Sagieva, Grigoriy Aleksanyan, Mikhail Kozyrev, Denis Kataev
- Aqui e Agora: Night show (notícia) - Darya Polygaeva, Anna Mongait, Pavel Lobkov, Anton Zhelnov, Tatyano Arno
- Noite de um Dia Difícil (entrevistas) - Anton Zhelnov
- E assim por diante com Mikhail Fishman - Mikhail Fishman, ex-editor-chefe do russo Newsweek
- Kashin.Guru - Oleg Kashin
- Dinheiro - Lev Parkhomenko, Vyacheslav Shiryaev, Artyom Torchinskiy, Margarita Lyutova, Stepan Danilov, Maya Nelyubina
- Sindeyeva - Natalya Sindeyeva
- Burden of News - Pavel Lobkov, Kogershyn Sagieva, Ksenia Sobchak, Anna Mongait
- Speak (entrevistas) - Yuliya Taratuta
- É Difícil estar com Deus - Konstantin Eggert
- Panopticon (debates) - Anna Nemzer, Kogershyn Sagieva, Alexander Nevzorov, Stanislav Belkovsky
- Linha reta - Anna Nemzer, Anna Mongait, Kogershyn Sagieva, Lev Parkhomenko, Margarita Lyutova, Nadezhda Ivanitskaya, Stanislav Belkovsky, Victor Shenderovich
- Movchan - Andrey Movchan

### Programas antigos
- Parfenov-Posner - Leonid Parfyonov e Vladimir Posner
- Gosdep - Kseniya Sobchak
- Sobchak - Kseniya Sobchak
- Poeta Cidadão - Dmitry Bykov, Mikhail Olegovich Yefremov
- Prilepin - Zakhar Prilepin
- Café da manhã com Aliona Doletskaya - Aliona Doletskaya
- Kozyrev Online - Mikail Kozyrev
- Zygar - Mikhail Zygar

## Crítica
Dozhd foi um dos primeiros canais na Rússia a cobrir abertamente os protestos russos de 2011 contra o alegado bloqueio das eleições parlamentares. Em 10 de dezembro, estava mostrando uma fita branca, um símbolo dos protestos, por seu logotipo na tela. O dono da estação, Sindeyeva, explicou isso como sendo um sinal de "sinceridade", em vez de "propaganda", e uma tentativa de ser "mediador" em vez de simplesmente jornalista.

### Repercussões
Em 9 de dezembro de 2011, Dozhd foi solicitado a fornecer cópias de sua cobertura dos protestos para verificar se havia cumprido as leis da mídia russa. Também foi notado que o presidente Dmitry Medvedev deixou de seguir o Dozhd no Twitter. No entanto, o canal foi o primeiro meio de comunicação que ele escolheu seguir no Twitter, de acordo com um relatório da RIA Novosti.

### Evicção
Em 26 de janeiro de 2014, Dozhd fez uma pesquisa em seu website e em seu programa de discussão "Dilettants" ao vivo perguntando se Leningrado deveria ter se rendido ao exército nazista invasor para salvar centenas de milhares de vidas (apresentadores citaram Viktor Astafyev e compararam isso com a captura de Moscou vazia em 1812). Dentro de 30 minutos, Dozhd removeu a enquete e pediu desculpas pela redação incorreta. Nos dias seguintes Dozhd foi criticada por políticos, ativistas, membros da Duma e Valentina Matvienko por sua pesquisa online sobre o cerco de Leninegrado da Segunda Guerra Mundial. Dmitry Peskov, secretário de imprensa de Vladimir Putin, também criticou o canal e disse que eles violaram "mais que uma lei". Yuri Pripachkin, presidente da Associação de Televisão a Cabo da Rússia (Em Russo: AKTR), disse que ele queria "assumir funções de censura". Numa resolução apoiada pelos deputados da assembleia de Petersburgo, o Procurador Geral Yury Chaika foi solicitado a “conduzir uma investigação sobre o material provocativo publicado no website do canal de televisão Dozhd… e tomar as medidas apropriadas, incluindo o desligamento do canal.” No dia 29 de janeiro, os maiores provedores de TV russos desconectaram o canal.
Dozhd foi forçado a se mudar para um apartamento privado em outubro de 2014.

## Disponibilidade
Website Dozhd fornece transmissão ao vivo e programas arquivados.
Desde março de 2013, o canal está disponível em Israel como parte do pacote básico do provedor de televisão por satélite Yes Israel.
Em janeiro de 2017, o canal foi forçado pelo Conselho Nacional de Televisão e Radiodifusão a parar de transmitir na Ucrânia. Foi encerrado porque o conteúdo do canal implicava que a Crimeia era território russo. De acordo com a proprietária do Dozhd, Natalya Sindeyeva, a lei russa exige que a mídia use mapas que mostrem a Crimeia como parte da Rússia. Desde a crise da Crimeia em 2014, o status da Crimeia está em disputa entre a Rússia e a Ucrânia; A Ucrânia e a maioria da comunidade internacional consideram a Crimeia parte integrante da Ucrânia, enquanto a Rússia, por outro lado, considera a Crimeia uma parte integrante da Rússia.

## Pessoas chave
- Natalya Sindeyeva - proprietária/fundadora/chefe executivo
- Mikhail Zygar - ex-editor chefe
- Roman Badanin - editor chefe
- Aleksandra Perepelova - editora chefe interino